# Salme Setälä
Salme Setälä, née le 18 janvier 1894 à Helsinki et morte le 6 octobre 1980 à Helsinki, est une architecte et écrivaine finlandaise. 

## Biographie
Salme Setälä finit ses études en 1917, elle est diplômée de l'Université technologique d'Helsinki. Elle se consacre à sa vie familiale puis, travaille dans plusieurs bureaux d'architecture et aux côtés de Raymond Urwin. Au début des années 1950, elle effectue plusieurs voyages d'études en Europe. Après cela, elle est recrutée par le bureau du gouvernement pour l'aménagement du territoire. Elle planifie l'utilisation des terres pour plus de 30 régions de Finlande, mais son intérêt principal reste le design d'intérieur et le mobilier. 
En 1973, Salme Setälä écrit son autobiographie et décrit la reconstruction de la Finlande après la Seconde Guerre mondiale.

## Vie privée
Salme Setälä a pour parents Eemil Nestor Setälä et Helmi Krohn. De 1919 à 1930, elle est mariée au journaliste Frithiof Cornér avec qui elle a une fille, l'artiste Helmiriitta Honkanen.

## Prix et distinctions
En 1918, Salme Setälä et sa camarade Verna Erikson, sont décorées de l'ordre de la Croix de la Liberté, créée à l'initiative du général Carl Gustaf Emil Mannerheim.
En 1961, elle reçoit le prix Topelius pour son ouvrage Minä olen Marlene.